# Adapalene/benzoyl peroxide
Adapalene/benzoyl peroxide là một sự kết hợp thuốc theo toa để điều trị mụn trứng cá nặng; được tiếp thị bởi Galderma dưới tên thương mại Epiduo. Tên thương mại của nó ở Canada là TactuPump, nơi trước đây được gọi là Tactuo. Nó bao gồm một sự kết hợp của adapalene (0,1%) và benzoyl peroxide (2,5%) trong một công thức gel tại chỗ. Phân tích tổng hợp các thử nghiệm lâm sàng đã cho thấy liệu pháp kết hợp này có hiệu quả hơn chính các thành phần của nó.

## Tương tác
Mọi người nên thận trọng trong việc sử dụng Epiduo cùng với các sản phẩm da khác có chứa lưu huỳnh, resorcinol hoặc salicylic acid, hoặc với medicated hoặc mài mòn dirts và chất tẩy rửa. Các sản phẩm da có nồng độ cồn hoặc chất làm se cao cũng nên tránh. Sử dụng các sản phẩm đặc trị có tác dụng làm khô mạnh kết hợp với Epiduo có thể làm tăng kích ứng. Việc sử dụng adapalene/benzoyl peroxide kết hợp với kháng sinh đường uống (lymecycline) đã được nghiên cứu; sự kết hợp được dung nạp tốt và cho thấy tỷ lệ thành công được cải thiện so với những người chỉ dùng kháng sinh (47,6% so với 33,7%, P = 0,002).

## Tác dụng phụ
Các tác dụng phụ thường được báo cáo bao gồm:
- Da đỏ
- Thu nhỏ
- Da khô
- Viêm da tiếp xúc
- Da kích thích
- Chua cay
- Đốt

## Phòng ngừa
Những người sử dụng adapalene/benzoyl peroxide được khuyên nên tránh tiếp xúc với ánh sáng mặt trời và đèn cực tím, và sử dụng kem chống nắng khi những không thể tránh khỏi.